# Rallye Rejvíz

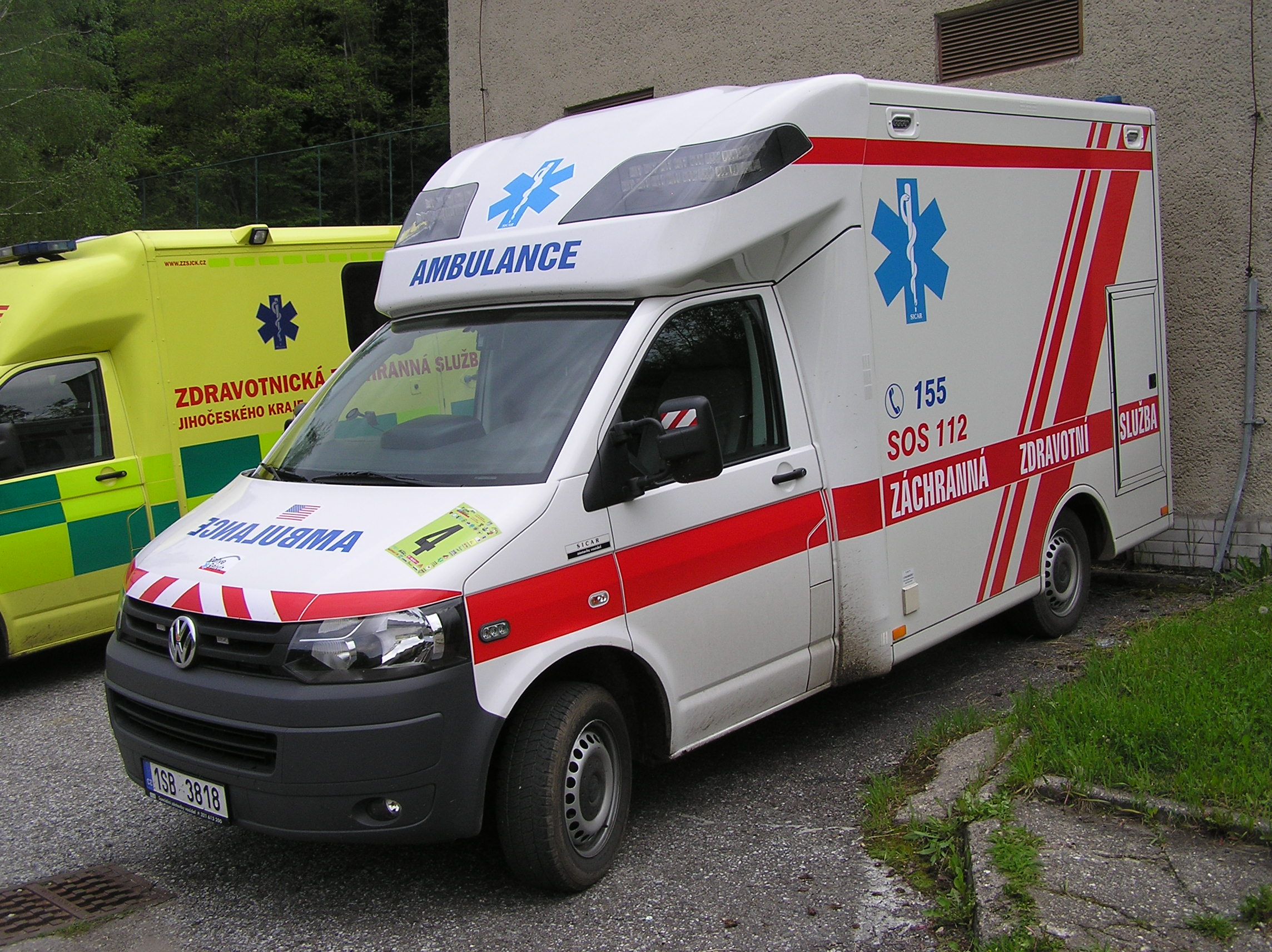
České vozidlo půjčené americkým záchranářům

Rallye Rejvíz (někdy také krátce RR) je mezinárodní metodická odborná soutěž pro posádky zdravotnických záchranných služeb. První ročník se konal v roce 1997.
Rallye Rejvíz je soutěž, jejíž úkoly jsou koncipovány jako běžné výjezdy posádek záchranných služeb. Koná se každoročně už od roku 1997. Vznikla při příležitosti slavnostního 20. výročí založení zdravotnické záchranné služby v Jeseníku. V roce 2013 se konal 17. ročník.
V letech 1998 až 2008 probíhala RR ve Zlatých Horách v Jeseníkách. Od roku 2009 probíhá soutěž v hotelu Dlouhé Stráně v Koutech nad Desnou, taktéž v Jeseníkách.
Zdravotnická záchranná služba Jihomoravského kraje pořádá každý rok kvalifikační kolo na Rallye Rejvíz s názvem Malá Jihomoravská Rallye Rejvíz, kde plní posádky z celého kraje obdobné úkoly jako při hlavní soutěži. Nejlepší posádky pak postupují přímo na Rallye Rejvíz.

## Formát soutěží

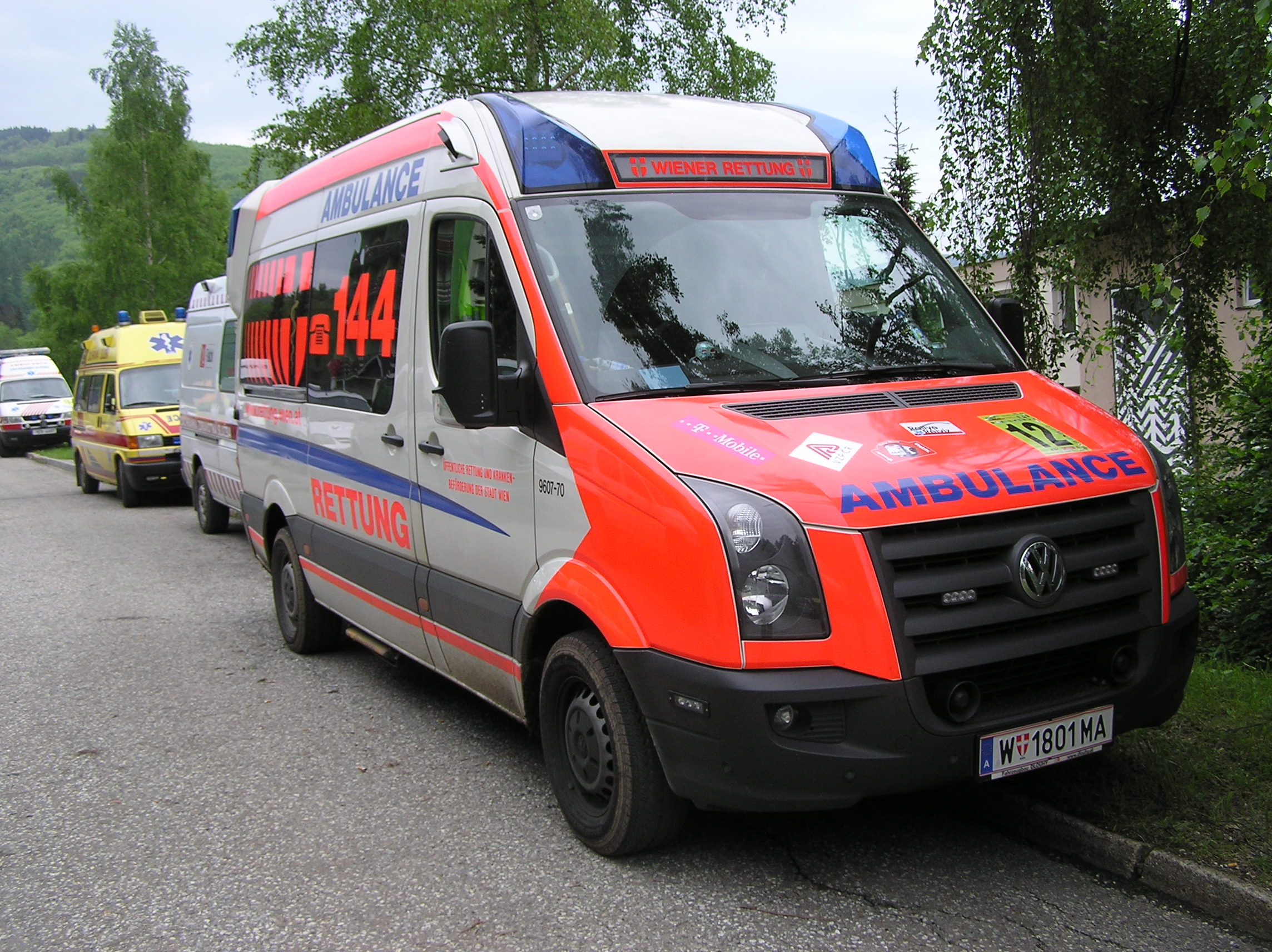
Vozidlo rakouských záchranářů, jednoho z účastníků mezinárodní soutěže

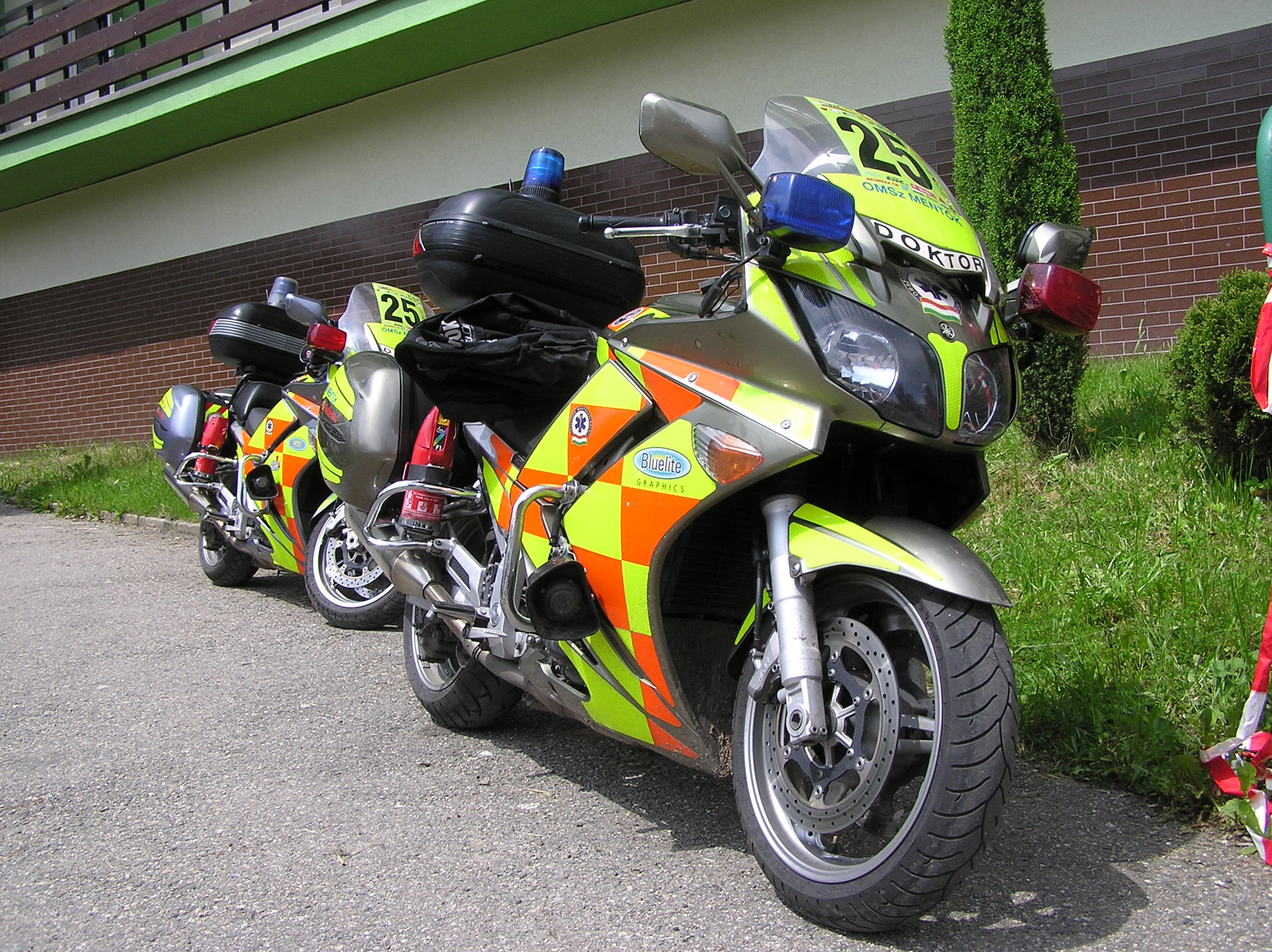
Motorizovaná jednotka maďarských záchranářů

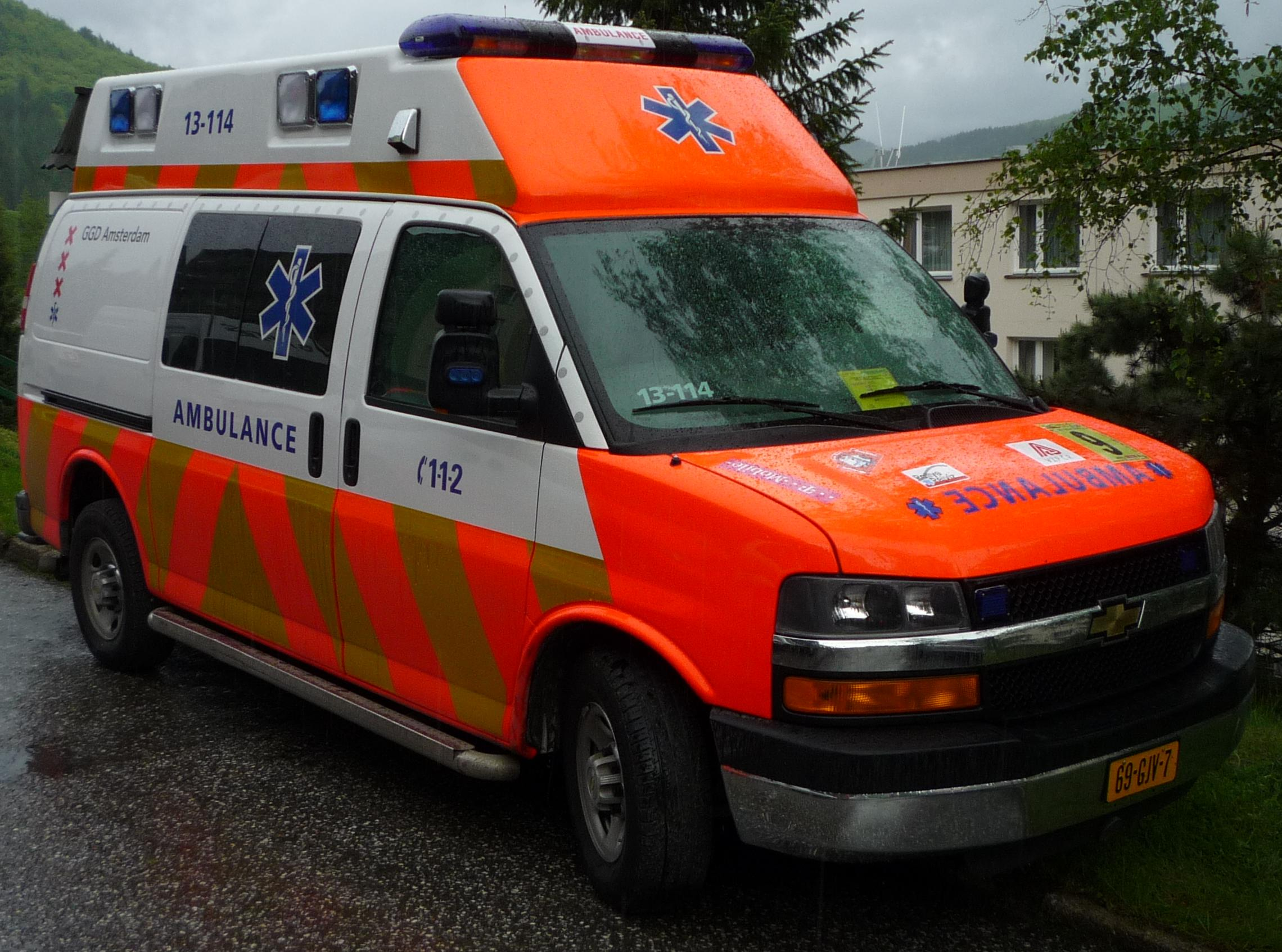
Sanitka nizozemských záchranářů

Rallye Rejvíz má celkem pět hlavních soutěží. Tři soutěže jsou národní, dvě mezinárodní. Národních soutěží se mohou účastnit kromě posádek z České republiky také posádky ze Slovenska. Hlavní soutěž bývá doplněna ještě několika dalšími soutěžemi, např. soutěží Helpíkův pohár nebo MUC.RR

## Hlavní soutěže

### Mezinárodní soutěže
V roce 2012 byly na Rallye Rejvíz zavedeny poprvé dvě mezinárodní soutěže oproti předcházejícím ročníkům, kdy existovala pouze jediná mezinárodní soutěž. Nově tak startovaly v samostatné soutěži posádky s lékařem (International competition – Physician Crews; INT-PHYS) a posádky bez lékaře (International competition – Paramedic Crews; INT-PARA). Mezinárodních soutěží se mohou účastnit i posádky z Česka a Slovenska.

### Národní soutěž RZP
Národní soutěže RZP (NAT-RZP) se mohou účastnit posádky rychlé zdravotnické pomoci z České republiky a Slovenska. Posádky startují ve dvoučlenném složení (řidič-záchranář a zdravotnický záchranář), bez přítomnosti lékaře. Některé úkoly plní společně s operátorkami a operátory ze soutěže Zlaté sluchátko.

### Národní soutěž RLP
Národní soutěže RLP (NAT-RLP) se mohou účastnit posádky rychlé lékařské pomoci z České republiky a Slovenska. Posádky startují v tříčlenném složení, a to řidič-záchranář, zdravotnický záchranář nebo zdravotní sestra a lékař. Posádky zpravidla nestartují ve vícečlenném složení jako posádky rychlé lékařské pomoci v systému Rendez-Vous.

### Zlaté sluchátko
Soutěž Zlaté sluchátko (ZS) je národní soutěž pro operátory a operátorky zdravotnických operačních středisek záchranné služby z Česka a Slovenska. Pokud plní účastníci soutěže úkoly v terénu, spolupracují s posádkami RZP v národní soutěži RZP, avšak hodnoceni jsou samostatně.

## Helpíkův pohár
Helpíkův pohár je soutěž žáků pátých tříd ve věku 10-11 let. Jde o zdravotně-výchovnou soutěž. Žákům přednášejí odborou tematiku profesionální pracovníci (lékaři, sestry, zachránaři) záchranných služeb. Soutěž je rozdělena do školních kol, následují krajská kola a celostátní kolo.

## Spanilá jízda
Po vyhlášení následuje spanilá jízda (angl. Ambulance Parade). Všechna záchranářská vozidla i veškerá další doprovodná vozidla se vydají přes Červenohorské sedlo zpět do místa konání jednotlivých soutěží. Spanilá jízda patří vždy k největším lákadlům pro diváky a každoročně vyvolává velké pozdvižení.